# 孫信
孫信（1428年—？），字中孚，浙江紹興府餘姚縣人，明朝政治人物。進士出身。

## 生平
景泰四年（1453年）癸酉科浙江鄉試第九十七名。天順元年（1457年）丁丑科會試第一百十名，殿試登進士第二甲第三十四名。

## 家族
曾祖父孫壽松。祖父孫天與。父亲孫軾。